# Bafilo
Bafilo (antiga Kubafolo) és una ciutat de Togo al sud de Kara, a la regió de la Kara. Antigament fou capital de la circumscripció de Togo del Nord. Està situada a 73 km al nord de Sokodé. Prop de la ciutat hi ha les cascades de Bafilo. Té indústria de vestits i produeix un bon formatge.
Segons a llegenda es va fundar per guerrers gonja dirigits per Mama, rei de Pembi, a l'inici del segle xix, quan tornaven d'una campanya militar contra Djongou; un grup es va instal·lar també a Sémeré (modern Benín). Els guerrers estaven cansats, però no gosaven demanar un descans, i de sobte el cavall del rei es va aturar a orinar i els guerrers van aprofitar per descansar. Van formar un campament que es va dir Gobangafol (de banga: "cavall", i mbofol: "orina"); els guerrers guang es van quedar i es van casar amb dones del país Temba i van adoptar la llengua tem. Es creu que en realitat Sémeré i Bafilo van ser fundades per dissidents i no pas per soldats disciplinats.
Quan hi van arribar els alemanys el territori ja estava islamitzat i hi havia diverses mesquites. Vers 1975 els dos barris de la ciutat (Centre i Agondadé) comptaven amb 27 mesquites. La mesquita principal es va construir vers la meitat del segle XX i té annex una escola alcorànica (el 1977 hi fou enviat un mestre libi). Després de la II Guerra Mundial la minoria afiliada a la confraria Qadiriyya es va unir a la Tidjaniyya.